# XVI Mistrzostwa Świata w Lataniu Rajdowym
XVI Mistrzostwa Świata w Lataniu Rajdowym – zawody lotnicze, organizowane w dniach 20-26 lipca 2008 w Ried im Innkreis w Austrii z ramienia Międzynarodowej Federacji Lotniczej (FAI), łącznie z XVIII Mistrzostwami Świata w Lataniu Precyzyjnym. 

## Uczestnicy
W zawodach sklasyfikowano 54 załogi z Polski (6), Czech (6), Węgier (6), Rosji (6), Austrii (5), Francji (4), Hiszpanii (4), Chile (4), Wielkiej Brytanii (3), RPA (3), Słowacji (2), Cypru (2), Izraela (2) i Niemiec (1).
Najpopularniejszym typem samolotu była Cessna 172 (28), następnie Cessna 152 (14 załóg), Cessna 150 (5), Glastar (2) oraz pojedyncze 3Xtrim,  HB-23, Bloch 160, Zlin Z-43, 	Diamond Aircraft DA-20 (liczby biorących udział samolotów były mniejsze, gdyż część załóg korzystała z tych samych maszyn).
W skład polskiej ekipy wchodziło 6 załóg (pilot / nawigator):
- Janusz Darocha / Zbigniew Chrząszcz - Cessna 152
- Krzysztof Skrętowicz / Krzysztof Wieczorek - 3Xtrim
- Wacław Wieczorek / Bolesław Radomski	- Cessna 152
- Michał Wieczorek / Michał Osowski - Cessna 152
- Łukasz Pawlak / Dariusz Lechowski - Cessna 152
- Michał Bartler / Jerzy Markiewicz - Cessna 152

## Wyniki

### Indywidualnie
| #   | Pilot / nawigator                        | Państwo | Typ samolotu | Punkty karne |
| 1.  | Janusz Darocha / Zbigniew Chrząszcz      | Polska  | Cessna 152   | 68           |
| 2.  | Julien Cherioux / David Le Gentil        | Francja | Cessna 152   | 126          |
| 3.  | Krzysztof Skrętowicz/Krzysztof Wieczorek | Polska  | 3Xtrim       | 166          |
| 4.  | Jiří Jakes / Jiří Kadlec                 | Czechy  | Cessna 152   | 186          |
| 5.  | Wacław Wieczorek / Bolesław Radomski     | Polska  | Cessna 152   | 234          |
| 6.  | František Cihlář / Miloš Fiala           | Czechy  | Cessna 152   | 272          |
| 7.  | Michał Wieczorek / Michał Osowski        | Polska  | Cessna 152   | 278          |
| 8.  | Luboš Hájek / Jan Havlík                 | Czechy  | Cessna 152   | 288          |
| 9.  | Hubert Huber / Johannes Cserveny         | Austria | Cessna 152   | 304          |
| 10. | Jiří Filip / Michal Filip                | Czechy  | Cessna 152   | 552          |

Dalsze miejsca polskich zawodników:
| 13. | Łukasz Pawlak / Dariusz Lechowski | Polska | Cessna 152 | 602 |
| 14. | Michał Bartler / Jerzy Markiewicz | Polska | Cessna 152 | 616 |

### Zespołowo
Liczono dwie najlepsze załogi (liczba pkt karnych):
1. Polska  - 234
  1. Darocha / Chrząszcz - #1, 68 pkt
  2. Wieczorek / Skrętowicz - #3, 166 pkt
2. Czechy  - 458 
  1. Jakes / Kadlec - #4, 186 pkt
  2. Cihlar / Fiala - #6, 272 pkt
3. Francja  - 682
  1. Cherioux / Le Gentil - #2, 126 pkt
  2. Richard / Saphy - #11, 558 pkt
4. Austria - 892
5. Hiszpania - 1592
6. Węgry - 2770
7. Wielka Brytania - 2996
8. Chile - 3314
9. Słowacja - 3464
10. RPA - 4044
11. Rosja - 4176
12. Cypr - 7788
13. Izrael - 9976